# Chênedollé
Chênedollé (Ausspracheⓘ) ist eine ehemalige französische Gemeinde mit zuletzt 239 Einwohnern (Stand: 1. Januar 2013), den Chênedolliens, im Département Calvados in der Region Normandie.
Am 1. Januar 2016 wurde Chênedollé im Zuge einer Gebietsreform zusammen mit 13 benachbarten Gemeinden als Ortsteil in die neue Gemeinde Valdallière eingegliedert.

## Geografie
Chênedollé liegt rund 9,5 Kilometer ostnordöstlich von Vire-Normandie.

## Bevölkerungsentwicklung
| Jahr                             | 1793 | 1836 | 1876 | 1926 | 1946 | 1968 | 1990 | 2013 |
| Einwohner                        | 432  | 465  | 398  | 277  | 252  | 218  | 218  | 239  |
| Quelle: Cassini, EHESS und INSEE |      |      |      |      |      |      |      |      |

## Sehenswürdigkeiten
- Kirche Saint-Georges aus dem 19. Jahrhundert; am Glockenturm befindet sich eine Skulptur des hl. Georg aus dem 15. Jahrhundert, die seit 1911 als Monument historique klassifiziert ist[3]

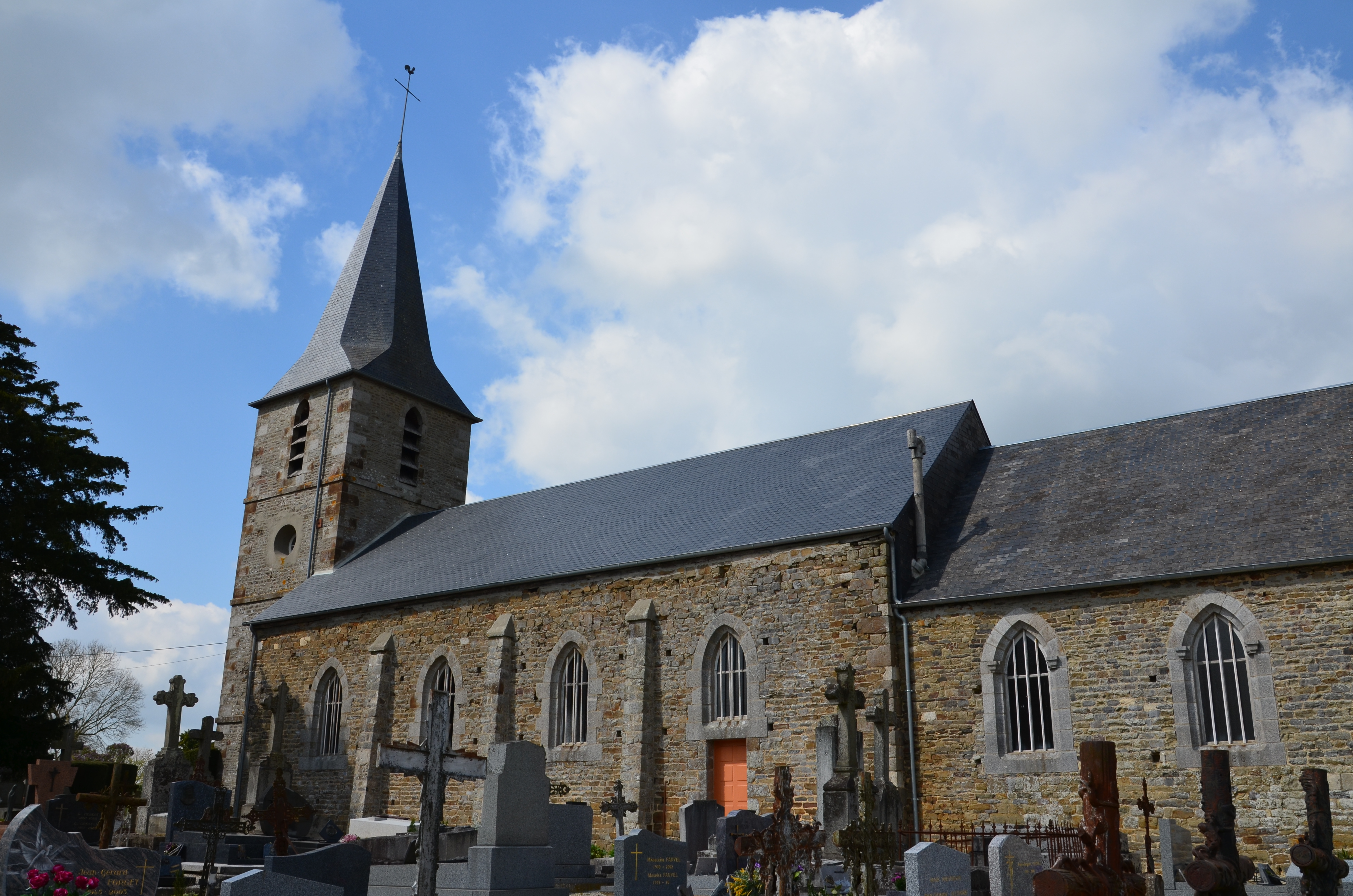
Kirche Saint-Georges
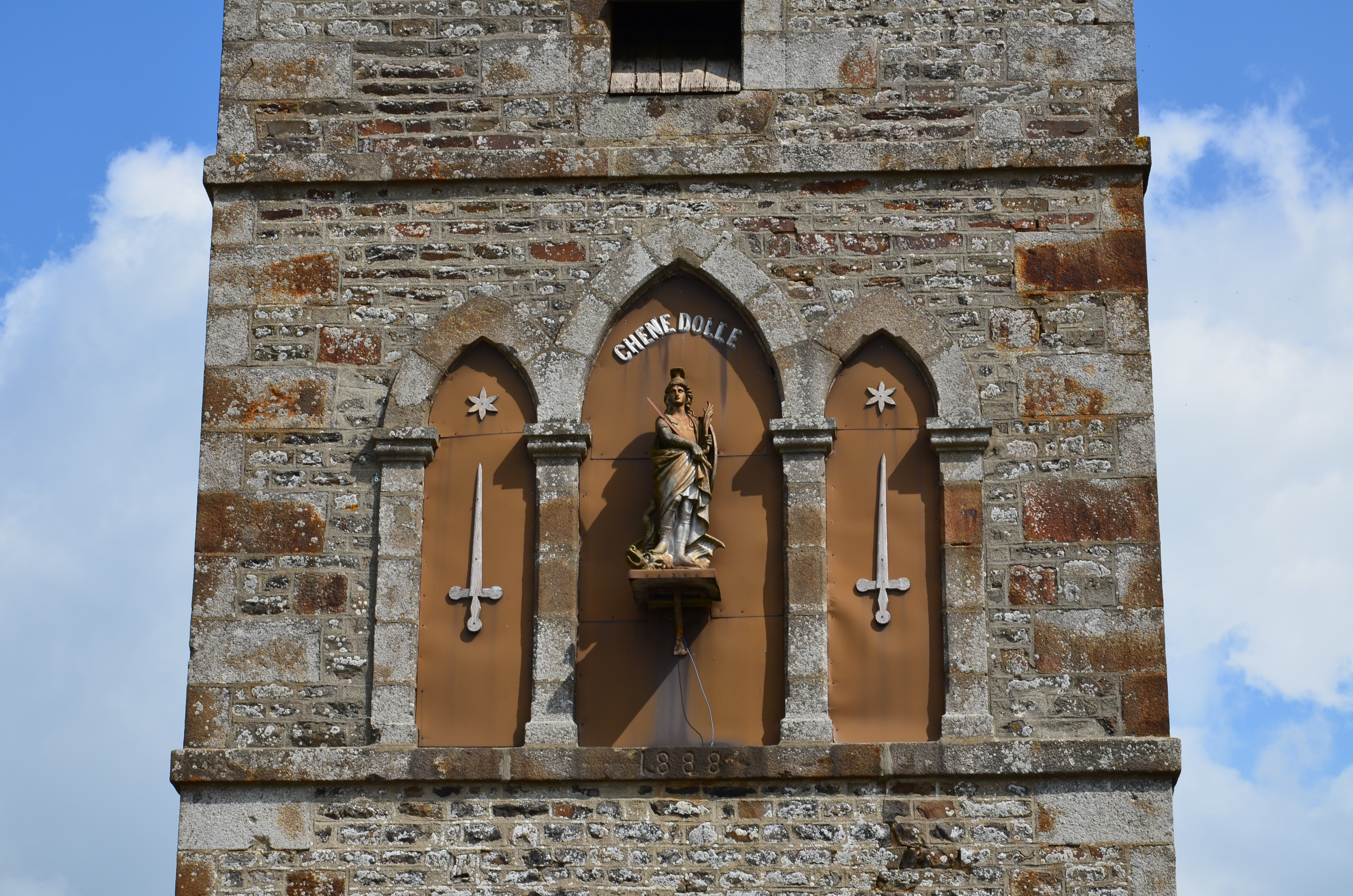
Die Skulptur